# Joaquín López Puigcerver
Joaquín López Puigcerver (Valencia, 18 de noviembre de 1841-Madrid, 28 de junio de 1906) fue un abogado y político español, ministro de Hacienda, ministro de Fomento, ministro de Gracia y Justicia y ministro de Gobernación durante la regencia de María Cristina de Habsburgo-Lorena y nuevamente ministro de Gracia y Justicia durante el reinado de Alfonso XIII. 

## Biografía

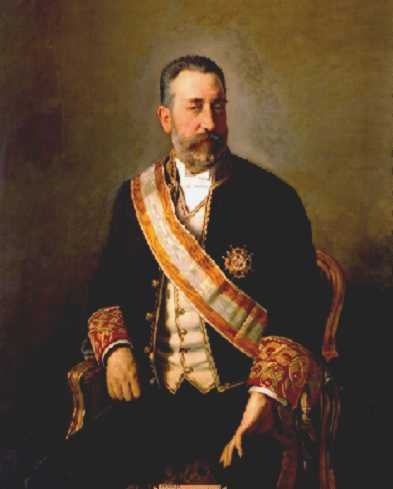
Joaquín López Puigcerver retratado por Serafín Martínez del Rincón y Trives.

Nació el 18 de noviembre de 1841 en Valencia.
Fue elegido diputado por el distrito granadino de Santa Fe en las elecciones de agosto de 1872, durante la Primera República Española se alejó de las Cortes. Miembro del Partido Liberal, retornó durante la Restauración borbónica al Congreso al obtener el escaño por Getafe en las elecciones de 1881. En las elecciones de 1884 obtuvo escaño por el distrito de Almería, y en las de 1886 por el de Murcia. En las sucesivas elecciones de 1891, 1893, 1896, 1898, 1899, 1901, 1903 y
1905 revalidó el escaño por Getafe.
Fue ministro de Hacienda entre el 2 de agosto de 1886 y el 11 de diciembre de 1888 en dos gabinetes consecutivos de Práxedes Mateo Sagasta y entre el 4 de octubre de 1897 y el 4 de marzo de 1899. Asimismo fue ministro de Gracia y Justicia en tres ocasiones: entre el 21 de enero y el 5 de julio de 1890, entre el 15 de noviembre y el 6 de diciembre de 1902 en un gabinete Sagasta y por última vez entre el 31 de octubre y el 1 de diciembre de 1905 en un gabinete Montero Ríos. También fue ministro de la Gobernación entre el 14 de octubre de 1893 y el 12 de marzo de 1894 y ministro de Fomento entre el 4 de noviembre de 1894 y el 23 de marzo de 1895, ambos cargos también en gobiernos de Sagasta.
Falleció el 28 de junio de 1906 en Madrid.